# Cardal
Cardal è un comune dell'Uruguay, situato nel Dipartimento di Florida.